# Liste von Maschinenpistolen gemäß den Kennblättern fremden Geräts D 50/1

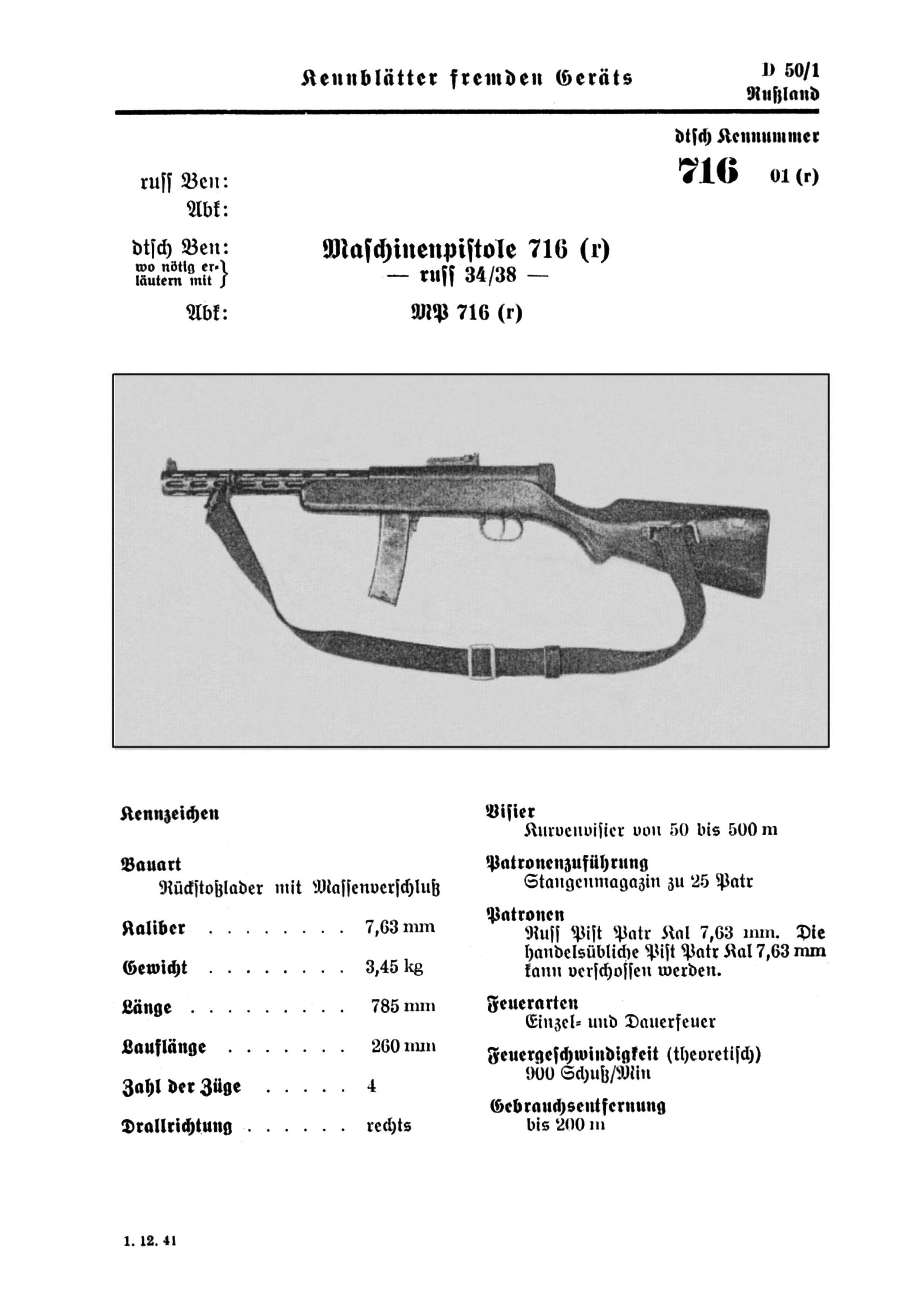
Kennblattbeispiel zu
D 50/1 Nr 716 (r)

In dieser Liste von Maschinenpistolen gemäß den Kennblättern fremden Geräts D 50/1 werden Fremdgeräte vom Typ Maschinenpistole aufgeführt, die vom Heereswaffenamt verzeichnet wurden.
Nachfolgend ein Überblick/Auszug zur offiziellen Dokumentation Kennblätter fremden Geräts D 50/1: Handwaffen.

## Hinweise zur Liste
Aufbau der Tabelle
Untenstehende Tabelle führt folgenden Spalteninhalte:
- dtsch. Kennnr. (deutsche Kenn-Nummer), dies entspricht dem Originalindex in den Kopfzeilen der Kennblätter mit Kennnummer, Stoffgebietenummer und Beutezeichen.
- Abk. dtsch. Ben. (Abkürzung deutsche Benennung), Originalbezeichnung entnommen aus der fünften Zeile der Kennblätter.
- Landesbez. nach HWA (Heereswaffenamt), Originalangaben entnommen aus der ersten Zeile der Kennblätter.
- (Wikipedia-Artikel) Link zum Wikipedia-Artikel in runden Klammern in der zweiten Zeile unter Landesbez. nach HWA.
- Bild, eine Bildauswahl aus Wikipedia für dieses Objekt.
- Kal. mm (Kaliber), entnommen aus den technischen Angaben der Kennblätter.
- Bemerkungen, Originalangaben entnommen aus den erweiterten Angaben der Kennblätter.

 Info: Die in der Tabelle angegebenen Originaleinträge sollen nicht geändert werden, weil diese den Angaben aus den Kennblättern entsprechen. Nach neuerem Forschungsstand sind teilweise Errata in den Kennblättern erkannt worden. Diese werden unten im Abschnitt Anmerkungen jeweils zur Kenn-Nummer erläutert. Die Wikilinks in den runden Klammern sollten das Lemma der entsprechenden Artikel in Wikipedia enthalten.
| dtsch. Kennnr. | Abk. dtsch. Ben. | Landesbez.nach HWA (Wikipedia-Artikel)                          | Bild                  | Kal. mm | Bemerkungen                                                                              |
| -------------- | ---------------- | --------------------------------------------------------------- | --------------------- | ------- | ---------------------------------------------------------------------------------------- |
| 715 01 (r)     | MP 715 (r)       | in D 50/1 keine Angabe (PPD-40)                                 |                       | 7,62    | Die Patronentrommel der MP 715 (r) kann nicht für MP 717 (r) genutzt werden              |
| 715 01 (r) 2   | MP 715 (r)       | in D 50/1 keine Angabe (PPD-40)                                 | Patronentrommel       | 7,62    |                                                                                          |
| 715 01 (r) 3   | MP 715 (r)       | in D 50/1 keine Angabe (PPD-40)                                 | Patronentrommeltasche | 7,62    |                                                                                          |
| 716 01 (r)     | MP 716 (r)       | in D 50/1 keine Angabe (PPD-34/38)                              |                       | 7,63    |                                                                                          |
| 717 01 (r)     | MP 717 (r)       | in D 50/1 keine Angabe (PPSch-41)                               |                       | 7,62    | Die Patronentrommel der MP 717 (r) kann nicht für MP 715 (r) genutzt werden              |
| 717 01 (r) 2   | MP 717 (r)       | in D 50/1 keine Angabe (PPSch-41)                               | Patronentrommel       | 7,62    |                                                                                          |
| 717 01 (r) 3   | MP 717 (r)       | in D 50/1 keine Angabe (PPSch-41)                               | Magazin               | 7,62    |                                                                                          |
| 718 01 (r)     | MP 718 (r)       | in D 50/1 keine Angabe (PPS-42)                                 | Bilderwunsch          | 7,62    |                                                                                          |
| 718 01 (r) 2   | MP 718 (r)       | in D 50/1 keine Angabe (PPS-42)                                 | Bilderwunsch          | 7,62    | Magazin                                                                                  |
| 718 01 (r) 3   | MP 718 (r)       | in D 50/1 keine Angabe (PPS-42)                                 | Bilderwunsch          | 7,62    | Magazintasche                                                                            |
| 719 01 (r)     | MP 719 (r)       | 7,62 мм Автомат (пистолет-пулемет) обр. 1943 г (PPS-43)         |                       | 7,62    |                                                                                          |
| 721 01 (f)     | MP 721 (f)       | Pistolet Mitrailleur Type E.T.V.S. (Maschinenpistole E.T.V.S.)  |                       | 7,65    |                                                                                          |
| 722 01 (f)     | MP 722 (f)       | Pistolet mitrailleur Type SE-MAS 1935 F (MAS-38)                |                       | 7,65    | neue Bezeichnung: Pistolet-Mitrailleur Modèle 1938                                       |
| 738 01 (i)     | MP 738 (i)       | Moschetto automatico „Berretta“ Mod 38 A-42 (Beretta M1938)     |                       | 9       | Zubehör ist gleich mit MP 739 (i)                                                        |
| 739 01 (i)     | MP 739 (i)       | Moschetto automatico „Berretta“ Mod 38/A (Beretta M1938)        |                       | 9       |                                                                                          |
| 739 01 (i) 2   | MP 739 (i)       | Moschetto automatico „Berretta“ Mod 38/A (Beretta M1938)        | Magazin für 10 Patr   | 9       |                                                                                          |
| 739 01 (i) 3   | MP 739 (i)       | Moschetto automatico „Berretta“ Mod 38/A (Beretta M1938)        | Magazin für 20 Patr   | 9       |                                                                                          |
| 739 01 (i) 4   | MP 739 (i)       | Moschetto automatico „Berretta“ Mod 38/A (Beretta M1938)        | Magazin für 40 Patr   | 9       |                                                                                          |
| 739 01 (i) 5   | MP 739 (i)       | Moschetto automatico „Berretta“ Mod 38/A (Beretta M1938)        | Magazinfüller         | 9       |                                                                                          |
| 739 01 (i) 6   | MP 739 (i)       | Moschetto automatico „Berretta“ Mod 38/A (Beretta M1938)        | Magazinstreifen       | 9       |                                                                                          |
| 739 01 (i) 7   | MP 739 (i)       | Moschetto automatico „Berretta“ Mod 38/A (Beretta M1938)        | Tasche                | 9       |                                                                                          |
| 740 01 (b)     | MP 740 (b)       | Mit ailette 34 (MP18)                                           |                       | 9       |                                                                                          |
| 740 01 (f)     | MP 740 (f)       | Pistolet mitrailleur Vollmer Erma (Erma EMP)                    |                       | 9       | ähnlich deutscher MP „Erma“, jedoch mit Steg für Riemen am Kolben statt einem Durchbruch |
| 741 01 (d)     | MP 741 (d)       | in D 50/1 keine Angabe (Bergmann MP35)                          |                       | 9       | Angaben im Kennblatt aus Veröffentlichungen entnommen                                    |
| 746 01 (d)     | MP 746 (d)       | in D 50/1 keine Angabe (Suomi M-31)                             |                       | 9       |                                                                                          |
| 748 01 (e)     | MP 748 (e)       | „Sten“ Sub Machine Gun Mk I (Sten Gun)                          |                       | 9       | systemgleich mit MP 749 (e) und MP 750 (e)                                               |
| 748 01 (e) 2   | MP 748 (e)       | „Sten“ Sub Machine Gun Mk I (Sten Gun)                          | Magazinfüller         | 9       |                                                                                          |
| 748 01 (e) 3   | MP 748 (e)       | „Sten“ Sub Machine Gun Mk I (Sten Gun)                          | Magazin               | 9       |                                                                                          |
| 749 01 (e)     | MP 749 (e)       | „Sten“ Sub Machine Gun Mk II (Sten Gun)                         |                       | 9       | systemgleich mit MP 748 (e) und MP 750 (e)                                               |
| 750 01 (e)     | MP 750 (e)       | „Sten“ Sub Machine Gun Mk III (Sten Gun)                        |                       | 9       | systemgleich mit MP 748 (e) und MP 749 (e)                                               |
| 751 01 (e)     | MP 751 (e)       | „Sten“ Sub Machine Gun (Sten Gun)                               |                       | 9       | systemgleich mit MP 748 (e), MP 749 (e) und MP 750 (e) mit Schalldämpfer                 |
| 752 01 (e)     | MP 752 (e)       | „Owen“ Sub Machine Gun (Owen-Maschinenpistole)                  |                       | 9       | Massenfertigung in Australien                                                            |
| 760 01 (a)     | MP 760 (a)       | „Thompson“ Sub-Machine Gun, model of 1928 (Thompson Model 1928) |                       | 11,25   | systemgleich mit MP 761 (a)                                                              |
| 760 01 (e)     | MP 760 (e)       | Thompson Submachine Gun (Thompson Model 1928)                   |                       | 11,25   | aus USA eingeführt                                                                       |
| 760 01 (j)     | MP 760 (j)       | in D 50/1 keine Angabe (Thompson Model 1928)                    |                       | 11,25   | aus USA eingeführt entspricht MP 760 (e)                                                 |
| 760 01 (r)     | MP 760 (r)       | in D 50/1 keine Angabe (Thompson Model 1928)                    |                       | 11,25   | aus USA eingeführt entspricht MP 760 (a)                                                 |
| 760/2 01 (a)   | MP 760/2 (a)     | in D 50/1 keine Angabe (Thompson M1A1)                          |                       | 11,25   | entspricht MP 760 (a) jedoch mit Handschutz statt vorderen Griff                         |
| 760/2 01 (e)   | MP 760/2 (e)     | in D 50/1 keine Angabe (Thompson M1A1)                          |                       | 11,25   | entspricht MP 760 (e) jedoch mit Handschutz statt vorderen Griff                         |
| 760/2 01 (r)   | MP 760/2 (r)     | in D 50/1 keine Angabe (Thompson M1A1)                          |                       | 11,25   | entspricht MP 760 (r) jedoch mit Handschutz statt vorderen Griff                         |
| 761 01 (a)     | MP 761 (a)       | „Thompson“ Sub-Machine Gun, model of 1921 (Thompson Model 1921) |                       | 11,25   | systemgleich mit MP 760 (a)                                                              |
| 761 01 (e)     | MP 761 (e)       | „Thompson“ Sub-Machine Gun, model of 1921 (Thompson Model 1921) |                       | 11,25   | aus USA eingeführt systemgleich mit MP 760 (e)                                           |
| 761 01 (f)     | MP 761 (f)       | „Thompson“ Sub-Machine Gun, model of 1921 (Thompson Model 1921) |                       | 11,25   | aus USA eingeführt systemgleich mit MP 760 (r)                                           |
| 761 01 (r)     | MP 761 (r)       | in D 50/1 keine Angabe (Thompson Model 1921)                    |                       | 11,25   | aus USA eingeführt systemgleich mit MP 760 (a)                                           |
| 762 01 (a)     | MP 762 (a)       | „Reising“ Sub-Machine Gun (Reising M50)                         |                       | 11,25   | entspricht der MP 762 (r)                                                                |
| 762 01 (r)     | MP 762 (r)       | in D 50/1 keine Angabe (Reising M50)                            |                       | 11,25   | in den USA gefertigt entspricht der MP 762 (a)                                           |
| 763 01 (a)     | MP 763 (a)       | Sub Machine Gun Cal .45" M3 (Brief Case' Gun) (M3 Grease Gun)   |                       | 11,25   |                                                                                          |